# Bill Pritchard Sings Poems by Patrick Woodcock
Albums de Bill Pritchard
Rendez-vous Streets – Pritchard et Lo
(2019) -
Bill Pritchard Sings Poems by Patrick Woodcock est le 12e album studio de Bill Pritchard, sorti en 2023.

## Titres
Toutes les paroles sont écrites par Patrick Woodcock, toute la musique est composée par Bill Pritchard.
| 1.          | The Lowering                          | 2:42 |
| 2.          | Private Bar                           | 3:11 |
| 3.          | Lance                                 | 3:05 |
| 4.          | Art In G Sharp                        | 2:57 |
| 5.          | Floe (récitant : Patrick Woodcock)    | 4:03 |
| 6.          | Wind                                  | 2:52 |
| 7.          | Electric Typewriter                   | 2:28 |
| 8.          | Grave Men                             | 3:02 |
| 9.          | Little Ones                           | 3:01 |
| 10.         | Tell                                  | 1:38 |
| 11.         | Balcony (récitant : Patrick Woodcock) | 3:22 |
| 32 min 21 s |                                       |      |

## Crédits
Toutes ces informations figurent sur la jaquette du disque édité par Tapete Records.

### Musiciens et contributeurs
- Guitares : Bill Pritchard
- Basse : Bill Pritchard
- Clavier : Bill Pritchard
- Batterie : Scott Ralph
- Percussions : Scott Ralph
- Cuivres : Scott Ralph
- Récitant : Patrick Woodcock sur Floe et Balcony[2].

### Production
- Production : Scott Ralph et Bill Pritchard
- Enregistrement : par Scott Ralph au studio Coalhaus[Note 1] (Allemagne)
- Mixage et mastering : Karsten Böttcher
- Design : Kerstin Holzwarth
- Photos : Luke Hodgkins. Recto de la pochette : photo prise au pub « The Albert » de Newcastle-under-Lyme[Note 2].
- Formats : CD TR532-CD/236772, vinyle 33 tours LP TR532-LP/236771, MP3
- Label : Tapete Records (de)
- Genre : poésie, indie pop
- Date de sortie : 5 mai 2023

## Genèse
Le célèbre poète canadien Patrick Woodcock, qui a écrit neuf livres de poésie et dont l’œuvre a été traduite en 14 langues, est un fan de Bill Pritchard depuis trois décennies et durant les longues et sombres journées de confinement. Il a contacté Pritchard pour lui demander s’il pouvait écrire une chanson basée sur l’un de ses poèmes. Début d’une grande amitié, entre le poète primé vivant près du cercle polaire et l’auteur-compositeur-interprète des Midlands, dont le présent album est issu.
Le dernier recueil de poésie de Patrick Woodcock, Farhang: Book I (ECW Press, Canada), d'où sont extraits les 11 textes de l'album, sera publié le 5 septembre 2023.
« Après avoir fait du bénévolat pendant deux ans à Arusha (Tanzanie) à l'école primaire de Baraa (en) et deux ans à Paulatuk, dans le Territoire du Nord du Canada, pour Cuso International (en), Patrick Woodcock réside aujourd'hui à Iqaluit (territoire Nunavut, le plus septentrional du Canada). Tout en complétant le manuscrit de Farhang Book Two, il est l'instructeur-coordonnateur de l'organisation littéraire nationale United for Literacy ».

## Thématique
Folk Radio UK (en) a répertorié les principaux thèmes des 11 poèmes de l'album.
Ci-après, un abrégé de l'étude effectuée par Folk Radio UK, introduction suivie d'un condensé des thèmes abordés dans chaque titre :

Randonnée en Islande : péninsule de Dyrhólaey

1. The Lowering : l'album s’ouvre sur un tempo jazzy où Woodcock parle de sa mère et de la bataille qu'elle a menée contre le cancer. Il compare la lutte de celle-ci à la randonnée qu'il a faite en Jeep lorsqu’il vivait en Islande, observant que si son véhicule pouvait être secouru en cas d'accident, sa mère ne disposait pas d'un dispositif semblable pour la sauver.

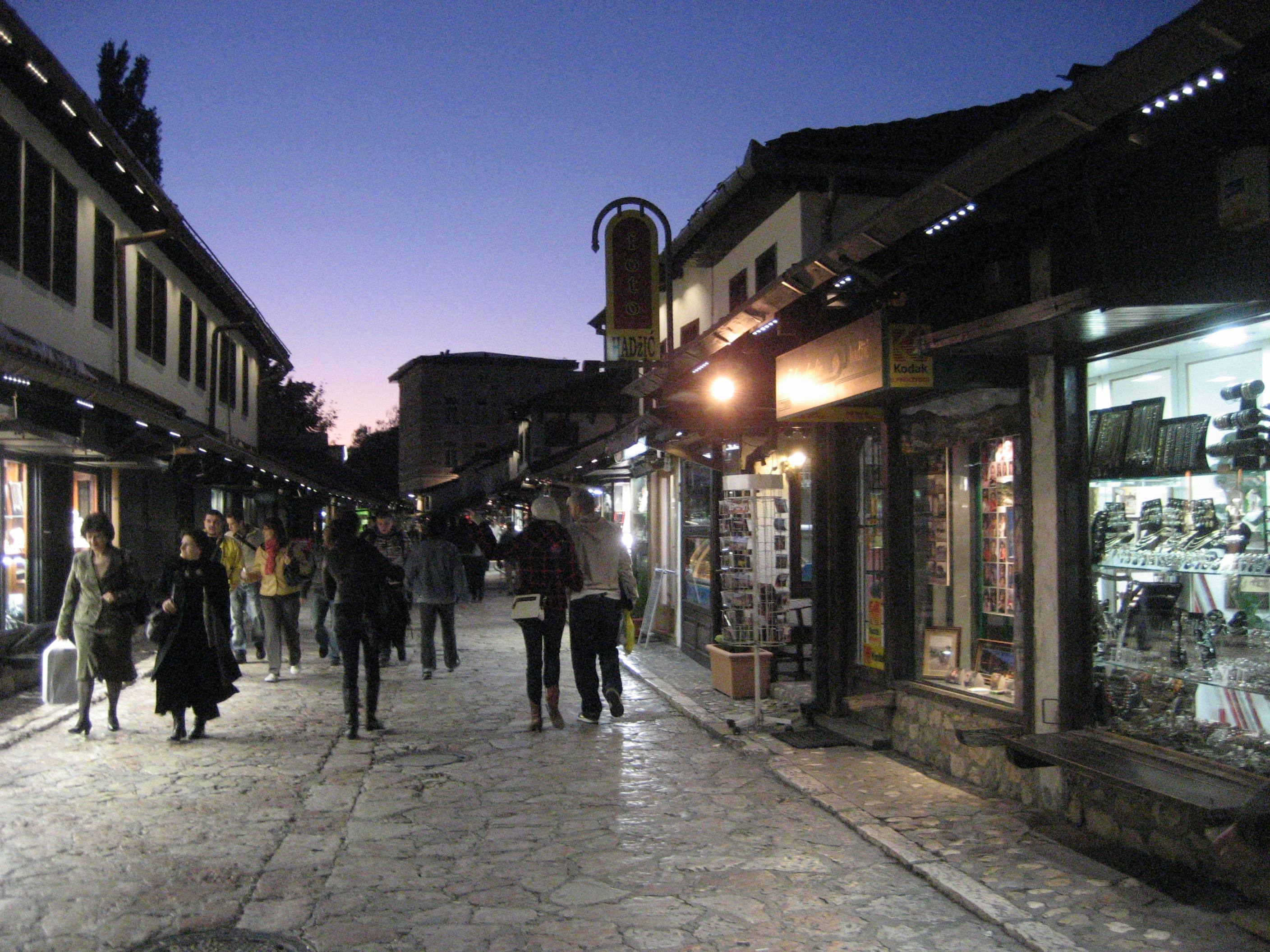
Croisade esthétique à Sarajevo

2. Private Bar : avec cette ballade, Woodcock se souvient du temps où il buvait et écrivait, à Sarajevo, une « croisade esthétique » déplorant que « Des figurines de dix sous des boutiques survivront à la poésie de la croisade de Tito, Tom et Jerry. »
3. Lance (ce poème se réfère-t-il au presbytérien Lance Lewis ?[réf. à confirmer]) : retour à un climat plus jazzy. Woodcock dresse le portrait au vitriol des bigotes – en particulier celles de l’Église du Canada et de communautés des Premières Nations...
4. Art In G Sharp : les notes de guitare triées sur le volet constituent la base de ce poème qui confronte l’imaginaire enfantin (« Le monde d’un enfant est un lieu créatif ») aux réalités politiques et guerrières : « Mais ils ont dit : il n’y a rien de nouveau dans ton art où rien n'est vrai. […] Un tank n’est pas une voiture décapotable, le soleil n’est pas une boule d’or flottant comme une montgolfière. […] Un arbre n’est pas un cornet de glace, les armes des combattants sont des tentacules ». Pourtant, les enfants peuvent remarquer pour conclure : « Oh, mais malheureusement, il n’y a rien de nouveau dans ce que votre politique poursuit ».

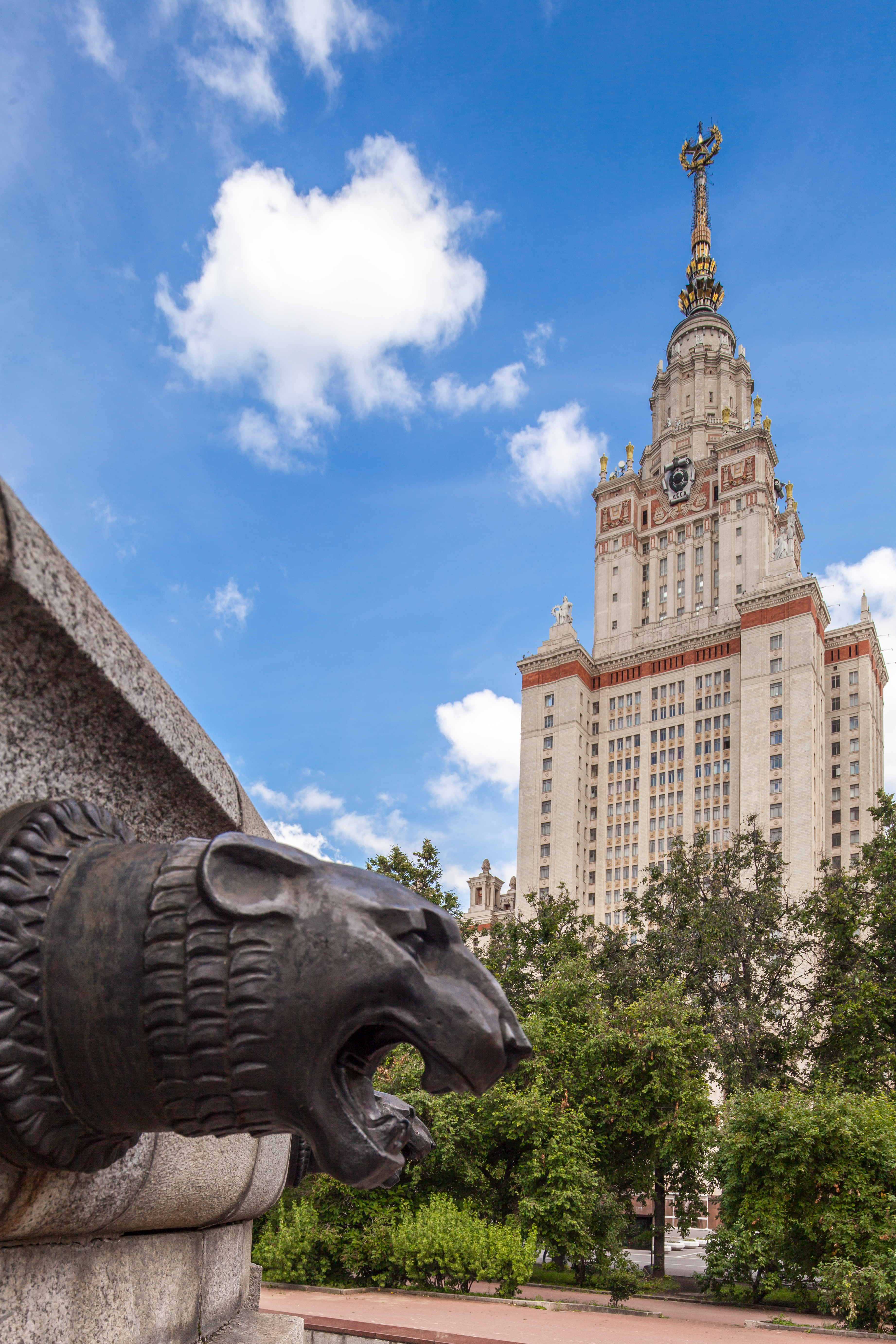
Université d'État de Moscou

5. Floe : Bill Pritchard ne chante pas, il est aux cordes (à la basse grondante et à la guitare jouant un motif récurrent) : c'est le premier des deux titres où il cède la place à la voix de Woodcock. Celui-ci décrit cette « Pâle journée d’hiver » à l'université d'État Lomonossov de Moscou et ce personnage, déambulant dans la ville où — entre autres visions — il entend Vyssotski chanter dans la cour, avant de déclarer : « C'est décidé, je vais boire du thé et mourir... »
6. Wind : sur un rythme latino, mais toujours en Russie, c'est un autre portrait d'un personnage désenchanté sur l’ivresse, mais qui véhicule des pensées du Prufrock de T. S. Eliot.
7. Electric Typewriter : la guitare et le clavier accompagnent la rêveuse « machine à écrire électrique » que l'on retrouve dans un bar où elle semble méditer sur une inspiration à venir : à l'Écu de Sobieski (?) pouvant se référer à un roi guerrier de la lignée des nobles Sobieski polonais ou, peut-être, à la vodka Sobieski...
8. Grave Men : nul doute que la vodka soit mentionnée dans ce poème musicalement évocateur de Momus ou peut-être d’un premier solo de Scott Walker, et à une autre ode à l’ivresse « encouragée par les houblons, leurs esprits et leurs chansons » face à la défaite et au désespoir : « Le vent est devenu amer... »
9. Little Ones : ballade musicalement mélancolique avec son mélange de lourdes et légères notes de clavier. Little Ones décrit le sombre imaginaire de petits enfants apeurés : « Ils vivent dans la peur les tout-petits. […] Peur de tout au-dessus de l'herbe, peur de tout ce qui souffle en dessous. […] Chérissez-les avec anxiété, eux qui vivaient dans la peur comme des fidèles... »

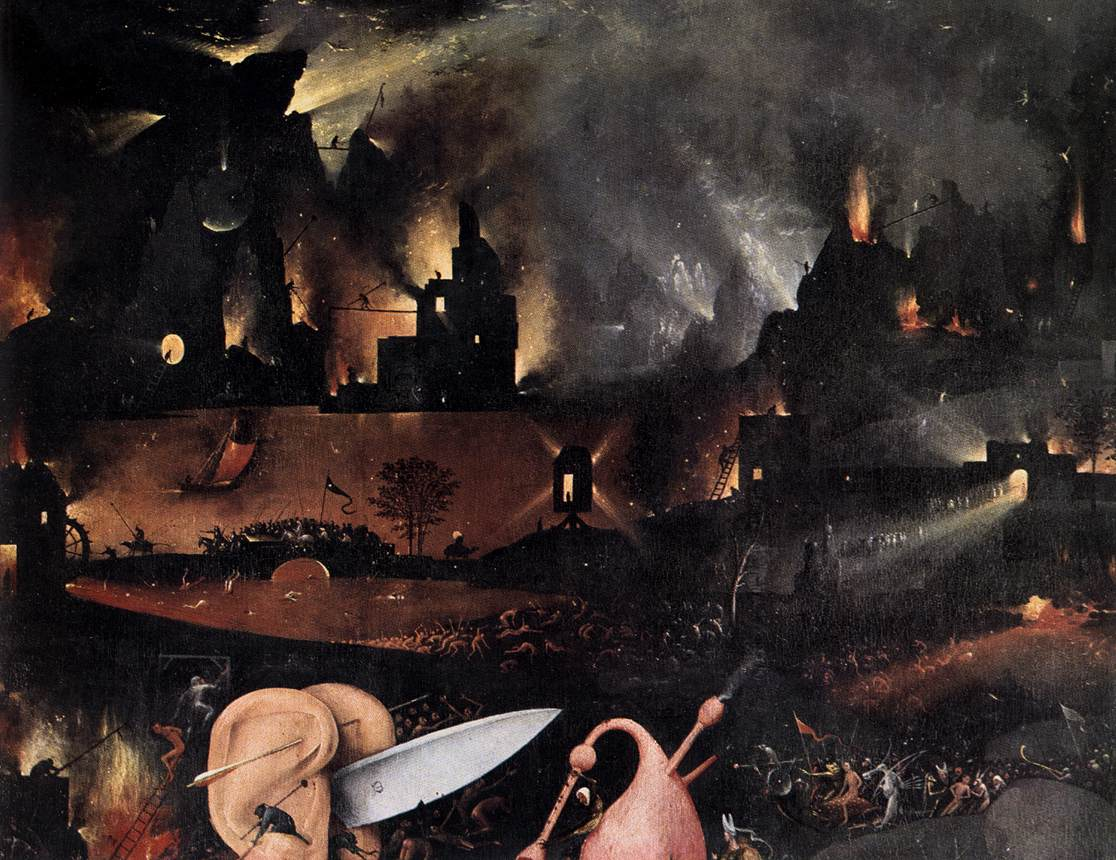
L'Enfer (détail) vu par Jérôme Bosch (1503-1504)

10. Tell : les choses prennent une tournure plus vivante sur le court et avant-dernier titre qui assène à nouveau un coup à l’Église qui déroule des images horribles et menaçantes d'apocalypse : « La terreur rugit le psaume du feu de l’enfer, le champignon de la bombe atomique. […] La pourriture et le ver... ». On comprend la plainte de Woodcock : « Je ne peux pas dormir, je ne peux pas respirer ». Il est enfin difficile de savoir si le vers « Buvez comme si vous approchiez Dieu », répété comme une litanie pour conclure, est une recommandation ou un avertissement...
11. Balcony : après une brève introduction au clavier, c'est avec cette deuxième récitation par Patrick Woodcock, soutenue par le chœur envoûtant de Bill Pritchard et le rythme lancinant de batterie de Scott Ralph que s'achève l'album près du cercle polaire avec la neige tourbillonnante imprégnée de l’imagerie du regret et de la perte : « Déjà éveillé à 5 heures du matin, le malheureux s’est assis et a regardé l'imparfait matin d’hiver, appuyant son nez sur la fenêtre pour décongeler son œil de poisson à travers la glace. […] Au début, ce sont quelques mèches de cheveux d’albâtre qui sont tombées. Sous la bâche orange sur le balcon, battant au vent comme une épine dorsale déchirée. […] D’autres vents venus d’autres voies sont arrivés pour la contraindre avant de le secouer ainsi que le cadre de la fenêtre... », résurgence de la maladie et du décès de sa mère : « Laisse-la partir. Il l’a laissée partir... »

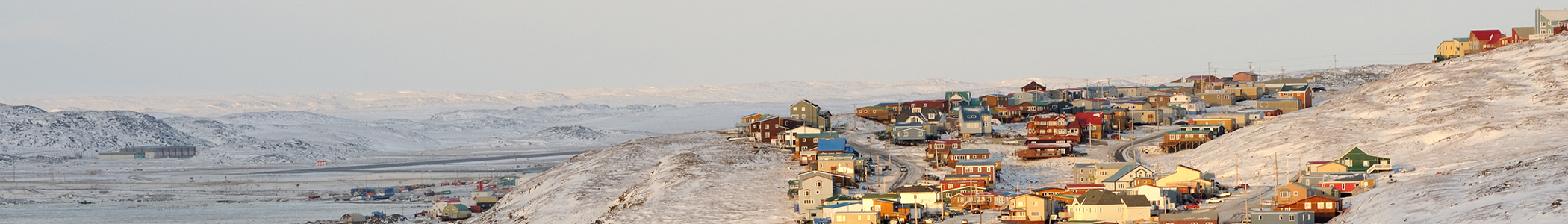
Territoire Nunavut : environs d'Iqaluit et Frobisher Bay.

## Accueil
- Section-26[7] : « Bill Pritchard n'a eu de cesse d'offrir les prolongements les plus dignes et les plus émouvants à une œuvre déjà considérable, initiée au milieu des années 1980. […] Il cosigne ce mois-ci [mai 2023] l'excellent Bill Pritchard Sings Poems by Patrick Woodcock — il est ainsi parvenu à confirmer son statut de songwriter majeur et d'interprète élégant. D'une voix qui ne s'embarrasse plus de fausses pudeurs juvéniles et qui dissimule moins que jamais la patine de l’âge, il confère des résonances touchantes et intimes à ces textes pourtant rédigés par un autre. Entre références fondatrices et coups de cœur encore frais, il fait preuve d’un même enthousiasme communicatif lorsqu'il s'agit de raconter les chansons des autres. »
- Les Inrockuptibles - Le troubadour britannique revient avec une partition habitée par les vers du Canadien. Du grand art[8] : « Bill Pritchard embrasse la poésie de Patrick Woodcock sur un disque intemporel. Cette fois, le professeur Bill Pritchard[Note 6] prend quelques jours de retard dans ses copies pour se concentrer sur la poésie de Patrick Woodcock… à la demande de celui-ci, fan éperdu du songwriter anglais ! En résulte ces onze avant-goûts d’un recueil qui paraîtra sur papier dans quelques mois[2].
D’une moyenne de trois minutes, aucune de ces pistes n’en fait trop, choisissant de laisser résonner les mots de Woodcock comme la guitare argentée de Pritchard. On se sert un verre de 12 ans d’âge sur les claviers façon cabaret déserté de Private Bar.
Un tempo ultra-pop qui ouvre grand nos chakras : on s’emballe sur Floe, portée par des cordes prépunk et un spoken word lo-fi. On sourit à l’écoute d’un bref, espiègle et impétueux Tell, avant que Balcony nous saisisse par l’immédiateté de ses ressentis — et par l’apparition d’un tempo ultra-pop ouvrant grand nos chakras. Entre contemplatif et prosaïque, les textes sont servis par le charisme vocal de Bill Pritchard, ici entièrement à leur service. Talentueuse humilité, quand tu nous tiens. »
- Outsideleft[9] : « De John Betjeman à Simon Armitage, il y a eu des poètes qui ont ressenti le désir, avec des degrés variables de succès, de déposer leurs vers sur une musique populaire. Parmi les curiosités et les nouveautés, il y a une poignée d'enregistrements vraiment exceptionnels. Et cet album, la rencontre du poète canadien Patrick Woodcock et de l'auteur-compositeur-interprète britannique Bill Pritchard, en fait partie. […] Contrairement à ces lauréats susmentionnés, Woodcock a (principalement) concédé l'expression vocale à Pritchard pour ce disque. […] Woodcock, suggérant initialement que Pritchard interprète l'un de ses poèmes, s'est transformé en onze poèmes — un album entier qui vaut la peine. Woodcock a expliqué pourquoi il avait approché Pritchard : « Les poèmes qui ont inspiré cet album ont été écrits dans 10 comtés où j'ai travaillé ou fait du bénévolat. J'ai présenté la musique de Bill Pritchard à mes amis, collègues et étudiants. Depuis plus de trois décennies, la musique de Bill faisait partie de ma vie d'écrivain migrant. » Dès le début de Bill Pritchard Sings Poems by Patrick Woodcock, il est clair que cette alliance a fonctionné. […] De ses 2 premiers albums compilés en 1 CD sous le titre The Death of Bill Posters (1989)[10] en passant par l'album Three Months, Three Weeks and Two Days produit par Étienne Daho (1989) jusqu'à Midland Lullabies, l'un de ses récents albums (2019), Pritchard a créé de nombreux personnages finement détaillés. […] Ce n'est pas surprenant qu'il traite les mots de Woodcock avec un respect semblable. Quand il chante « le bar privé de Sarajevo » (Private Bar) vous imaginez la scène où vous avez rencontré les habitants avec leur « ego jetable ». C'est un endroit en lequel vous pouvez croire, mais malheureusement, c'est « La boutique de trois sous qui survivra à la poésie » — une de mes répliques préférées de ce disque. Comme mentionné ci-dessus, une grande partie de la poésie de Woodcock est tirée de ses voyages à travers le monde[2]. […] L'une des plus fascinantes et précaires scènes est la ville venteuse de Bakou en Azerbaïdjan. Le chaos, induit par les conditions météorologiques, que Woodcock a vécu en y travaillant fait l'objet de Wind, qui en plus d'être une irrésistible mélodie pop avec un soupçon psychédélique, est un conte surréaliste du désordre quotidien auquel la ville était soumise. La chanson se termine par la scène d'un tank ivre zigzagant en mai sur le boulevard principal de la ville : « Wind is what it turns you into »... Bill Pritchard Sings Poems by Patrick Woodcock est une réussite. C'est la rencontre spirituelle d'un célèbre poète avec un célèbre (mais pas au Royaume-Uni, à ma constante consternation) musicien auteur-compositeur-interprète. Résultat d'un respect mutuel, qui non seulement présente à leur public leur travail personnel, mais constitue un excellent travail à part entière. Comme le note Pritchard : « Cet album est un travail d'amour. Nous avons créé notre propre petit monde quelque part entre l'Arctique canadien et le North Staffordshire[Note 7]. » »